# ليو ريجو
ليو ريجو هو لاعب كرة قدم برازيلي في مركز الوسط، ولد في 25 أبريل 1995 في كاسكافل في البرازيل. لعب مع نادي غواراني.

## وصلات خارجية
- ليو ريجو على موقع قاعدة بيانات كرة القدم.إي يو (الإنجليزية)
- ليو ريجو على موقع Soccerway.com (الإنجليزية)